# كيم مين جونغ (ممثلة)
كيم مين جونج ( (هانغل: 김민정) هي ممثلة كورية جنوبية. ولدت في 30 يوليو 1982 في سول كوريا الجنوبية.

## روابط خارجية
- كيم مين جونغ على موقع IMDb (الإنجليزية)
- كيم مين جونغ على موقع قاعدة بيانات الفيلم (الإنجليزية)